# 中谷千代子
中谷 千代子（なかたに ちよこ、1930年1月16日 - 1981年12月26日）は、日本の画家、絵本作家。

## 来歴・人物
1930年1月16日、東京府生まれ。東京府立第十一高等女学校（現東京都立桜町高等学校）卒業後、東京美術学校（現・東京芸術大学）油絵科に進学。美術学校在学中は梅原龍三郎に師事した。後に詩人として活躍する岸田衿子は同級生で、親友となった。美術学校卒業後、先輩だった中谷貞彦と結婚。
在学中から子どもに絵を教える中で、子どもの絵の表現から学んでいたが、1957年ごろから絵本の仕事に興味を持つ。岸田に誘われて、福音館書店の編集長松居直を訪ね、絵本を作ることになる。
最初の作品は『ジオジオのかんむり』（「こどものとも」52号（1960年7月号））で、主人公のライオンのジオジオを描くために動物園でイメージに合うライオンを探し、原画は7回描きなおした。ペン画に油絵具を使用している。
1962年の『かばくん』（「こどものとも」78号（1962年9月号））は、動物園のカバの一日を描いた作品である。岸田がレコード用に書いていた動物の歌の中にカバの詩があり、松居の後押しでカバに決まった。
1963年に1年間、夫と滞仏し、絵本を研究する。
その後も絵本を発表。自ら文章を書いた絵本としては『たろうといるか』（1969年）や甥を主人公にした「けんちゃんえほん」シリーズなどがあり、絵と共訳を担当した作品に『ラオのぼうけん』（ルネ・ギヨ文）（1971年）がある。また、1970年代には松谷みよ子の「ちいさいモモちゃん」シリーズのモモちゃん絵本（初版）の絵を担当した。
1981年4月から体調を崩し入院、12月26日死去した。51歳没。

## 受賞と翻訳
「かばくんのふね」で第14回（1965年）小学館絵画賞、「まちのねずみといなかのねずみ」で第1回（1970年）講談社出版文化賞絵本賞、「かえってきたきつね」（岸田衿子文）で第21回（1974年）産経児童出版文化賞大賞などを受賞。
『かばくん』は、日本国外でも好評で、日本の創作作品の翻訳出版の先駆となった。
フランスの絵本編集者ペール・カストールことポール・フォシェにより、『かばくん』のフランス語版が1965年にカストール文庫に収録された。
スイスの絵本研究家で編集者であるベッティーナ・ヒュリーマンは1961年の来日の際に『ジオジオのかんむり』に出会い、『かばくん』を始めとして中谷の作品を刊行、交流を深めた。

## 主な作品
- 『ジオジオのかんむり』「こどものとも」52号（1960年 福音館書店）（岸田衿子文）
- 『もりのでんしゃ』「こどものとも」68号（1961年 福音館書店）（岸田衿子文）
- 『かばくん』「こどものとも」78号（1962年 福音館書店）（岸田衿子文）
- 『かばくんのふね』「こどものとも」98号（1964年 福音館書店）（岸田衿子文）
- 『おおきなくまさん』「ひかりのくに」19巻9号（1964年ひかりのくに昭和出版）（飯島敏子作）[13]
- 『まいごのちろ』「こどものとも」108号（1965年 福音館書店）
- 『かえるのいえさがし』「こどものとも」141号（1967年 福音館書店）（石井桃子文、川野雅代作）
- 『きつねのよじろう』「ひかりのくに」22巻10号（1967年 ひかりのくに昭和出版）（飯島敏子文）[14]
- 『ちえのあるはなし』「小さな友へ」1（1968年 あすなろ書房）（羽仁説子作）[15]
- 『たろうといるか』（1969年 福音館書店）[16]
  - 『Fumio and the dolphins : a picture story from Japan』（1970年 World Pub. Co.）（『たろうといるか』の英訳版）[17][18]
- 『るるのたんじょうび』「こどものとも」181号（1971年 福音館書店）（征矢清文）
- 『ラオのぼうけん』（1971年 講談社）（ルネ・ギヨ作、中谷千代子・長野るり訳）[19]
- 『のうか』（1972年 暁教育図書）「社会のかんさつ」12[20][21]
- 『いちごばたけの ちいさなおばあさん』「こどものとも」206号（1973年 福音館書店）（わたりむつこ文）
- 『けんちゃんとぼくじょう』（1975年 偕成社）[22]
- 『かずちゃんのおつかい』「年少版こどものとも」24号（1979年 福音館書店）（石井桃子文）
- 『おかあさんとあかちゃん』「年少版こどものとも」37号（1980年 福音館書店）
- 『らいおんはしった』「こどものとも」300号（1981年 福音館書店）（工藤直子文）
- 『しろきちとゆき』「こどものとも」306号（1981年 福音館書店）（菅野拓也文）
- 『まりちゃんのおてつだい』「年少版こどものとも」80号（1983年 福音館書店）（中谷貞彦絵）
- 『たぬきのくるむら』「こどものとも年中向き」243号（1986年 福音館書店）（岸田衿子文）
- 『ぼくはぞうのはなきち』「こどものとも年中向き」（1989年 福音館書店）（征矢清文）